# Pascal Delhommeau
Pascal Delhommeau (født 14. august 1978 i Nantes, Frankrig) er en fransk tidligere fodboldspiller (forsvarer).
Delhommeau startede sin karriere hos FC Nantes i sin fødeby, hvor han debuterede fik sin debut for førsteholdet i 1998. Han spillede for klubben frem til 2006, kun afbrudt af et lejeophold hos FC Lorient. Han var med til at sikre Nantes det franske mesterskab i 2001 og Lorient pokaltitlen Coupe de France i 2002. Senere repræsenterede han ogs FC Metz og Vannes.

## Titler
Ligue 1
- 2001 med FC Nantes

Coupe de France
- 2002 med FC Lorient

Trophée des Champions
- 2001 med FC Nantes